# W-League (Australia) 2010-11
La W-League 2010-11 fue la tercera edición de la W-League, la máxima categoría del fútbol femenino en Australia. Participaron 7 equipos en doce jornadas y una fase final de eliminatorias a la que clasificaron los 4 primeros equipos de la temporada regular.
El campeón del torneo regular y subcampeón de la temporada fue el Sydney FC.
El Brisbane Roar ganó su segundo campeonato.

## Equipos
| Equipo             | Ciudad    |
| ------------------ | --------- |
| Adelaide United    | Adelaida  |
| Brisbane Roar      | Brisbane  |
| Canberra United FC | Canberra  |
| Melbourne Victory  | Melbourne |
| Newcastle Jets     | Newcastle |
| Perth Glory        | Perth     |
| Sydney FC          | Sídney    |

## Clasificación
| Pos. | Equipo            | Pts. | PJ | G | E | P  | GF | GC | Dif. | Clasificación   |
| ---- | ----------------- | ---- | -- | - | - | -- | -- | -- | ---- | --------------- |
| 1    | Sydney FC (T)     | 24   | 10 | 8 | 0 | 2  | 29 | 9  | +20  | Campeón T. Reg. |
| 2    | Brisbane Roar (C) | 21   | 10 | 6 | 3 | 1  | 17 | 7  | +10  | Eliminatorias   |
| 3    | Canberra United   | 17   | 10 | 5 | 2 | 3  | 16 | 9  | +7   | Eliminatorias   |
| 4    | Melbourne Victory | 15   | 10 | 4 | 3 | 3  | 12 | 11 | +1   | Eliminatorias   |
| 5    | Perth Glory       | 13   | 10 | 4 | 1 | 5  | 11 | 15 | −4   |                 |
| 6    | Newcastle Jets    | 10   | 10 | 3 | 1 | 6  | 13 | 15 | −2   |                 |
| 7    | Adelaide United   | 0    | 10 | 0 | 0 | 10 | 4  | 36 | −32  |                 |

 Fuente: Soccerway
(T) Campeón del Torneo Regular.

(C) Campeón de la temporada.

## Eliminatorias
Los cuatro primeros equipos de la temporada regular compiten por el título del campeonato.
|  | Semifinales | Semifinales        | Semifinales |               |   | Grand Final | Grand Final | Grand Final |  |
|  |             |                    |             |               |   |             |             |             |  |
|  |             |                    |             |               |   |             |             |             |  |
|  | 1           | Sydney FC          | 5           |               |   |             |             |             |  |
|  | 1           | Sydney FC          | 5           |               |   |             |             |             |  |
|  | 4           | Melbourne Victory  | 1           |               |   |             |             |             |  |
|  | 4           | Melbourne Victory  | 1           |               | 1 | Sydney FC   | 1           |             |  |
|  |             |                    |             |               | 1 | Sydney FC   | 1           |             |  |
|  |             |                    | 2           | Brisbane Roar | 2 |             |             |             |  |
|  | 2           | Brisbane Roar      | 2           | Brisbane Roar | 2 | 2 (4)       |             |             |  |
|  | 2           | Brisbane Roar      |             |               |   | 2 (4)       |             |             |  |
|  | 3           | Canberra United FC | 2 (2)       |               |   |             |             |             |  |
|  | 3           | Canberra United FC | 2 (2)       |               |   |             |             |             |  |
|  |             |                    |             |               |   |             |             |             |  |

| Campeón       |
| Brisbane Roar |
| 2.° título    |